# Amianthium muscitoxicum
Genre
Espèce
Classification APG III (2009)
Amianthium muscitoxicum est une espèce de plante bulbeuse de la famille des Melanthiaceae. C'est l'unique espèce du genre Amianthium.

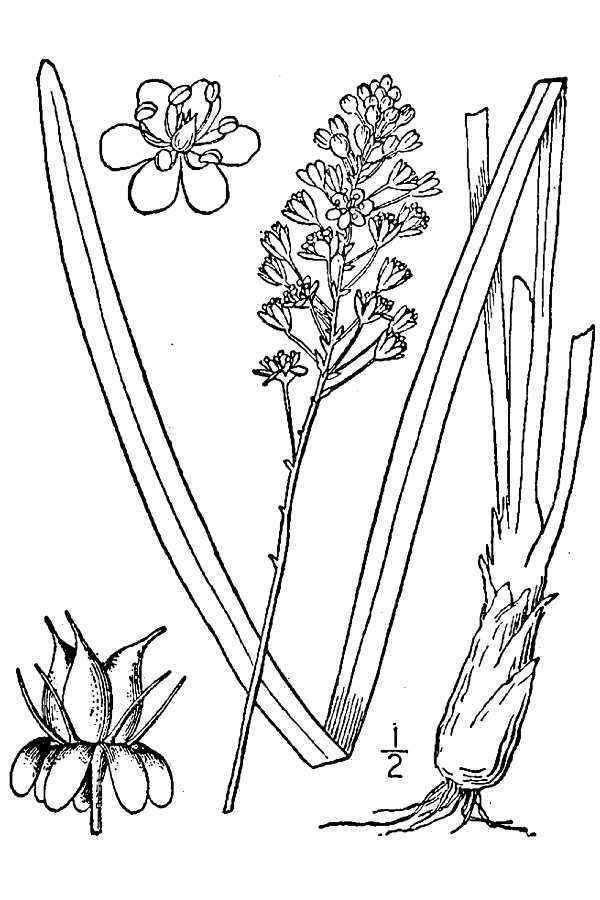

### Espèce
- (en) Flora of North America :  Amianthium muscitoxicum
- (en) Flora of Missouri :  Amianthium muscitoxicum
- (en) Catalogue of Life : Amianthium muscitoxicum (Walter) A.Gray
- (fr + en) ITIS : Amianthium muscitoxicum  (Walt.) Gray
- (en) NCBI : Amianthium muscitoxicum (taxons inclus)
- (en) GRIN : espèce Amianthium muscitoxicum  (Walter) A. Gray

### Genre
- (en) Flora of North America :  Amianthium
- (en) Flora of Missouri :  Amianthium
- (en) Catalogue of Life : Amianthium A.Gray (consulté le 8 avril 2023)
- (fr + en) ITIS : Amianthium  Gray
- (en) NCBI : Amianthium (taxons inclus)
- (en) GRIN : genre Amianthium  A. Gray  (+liste d'espèces contenant des synonymes)